# Super Twin Bike

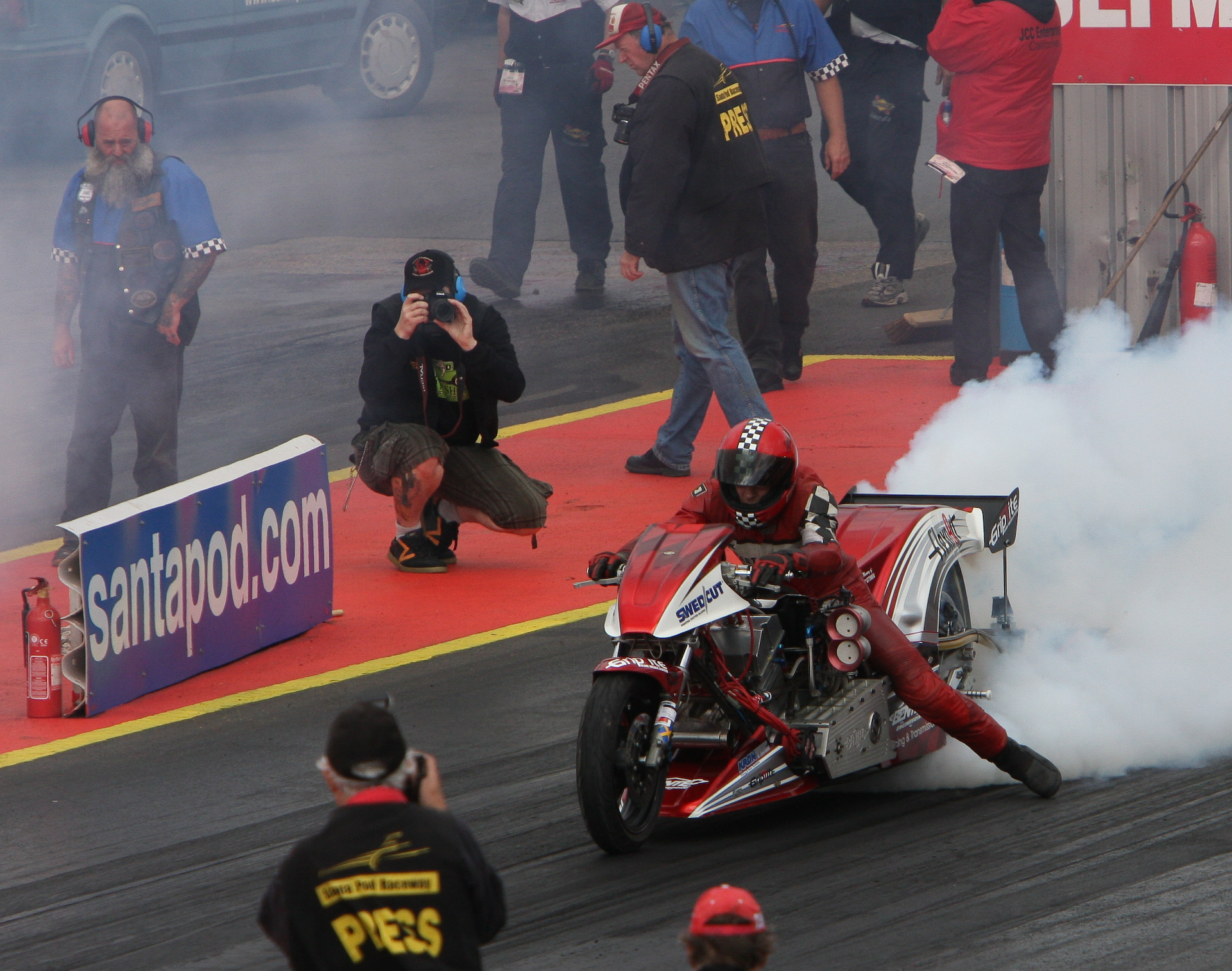
Super Twin Bike racing i Santa Pod, 2008, Per Bengtsson

Super Twin Bike är en klass inom dragracing för tvåcylindriga motorcyklar med fritt bränsle. Oftast används nitrometan blandad med metanol. Om man använder kompressor får man bara ha en cylindervolym på 2 000cc. Utan kompressor är maxvolymen 3 200cc.
Klassen skapades 1989 och dominerades av svenskar. Anders Karling från Täby är en av de mest framgångsrika förarna.

## Europarekord
- ET 1/8 mile 	4,291 sek	Anders Karling	SVEMO Harley Davidson	01 Mantorp Park, Sverige
- ET 1/4 mile	6,458 sek	Anders Karling	SVEMO	Harley Davidson	04 Hockenheim, Tyskland
- Top Speed 1/8 mile	281 km/t	Anders Karling 	SVEMO	Harley Davidson	01 Mantorp Park, Sverige
- Top Speed 1/4 mile	358 km/t	Ronny Aasen	NMF	PRP	06 Alastaro, Finland